# Фонтене-су-Буа
Фонтене́-су-Буа́ (фр. Fontenay-sous-Bois) — місто та муніципалітет у Франції, у регіоні Іль-де-Франс, департамент Валь-де-Марн. Населення — 51 812 осіб (01.01.2021).
Муніципалітет розташований на відстані близько 10 км на схід від Парижа, 7 км на північ від Кретея.
Є містом-побратимом населеного пункту Бровари (Київська область).

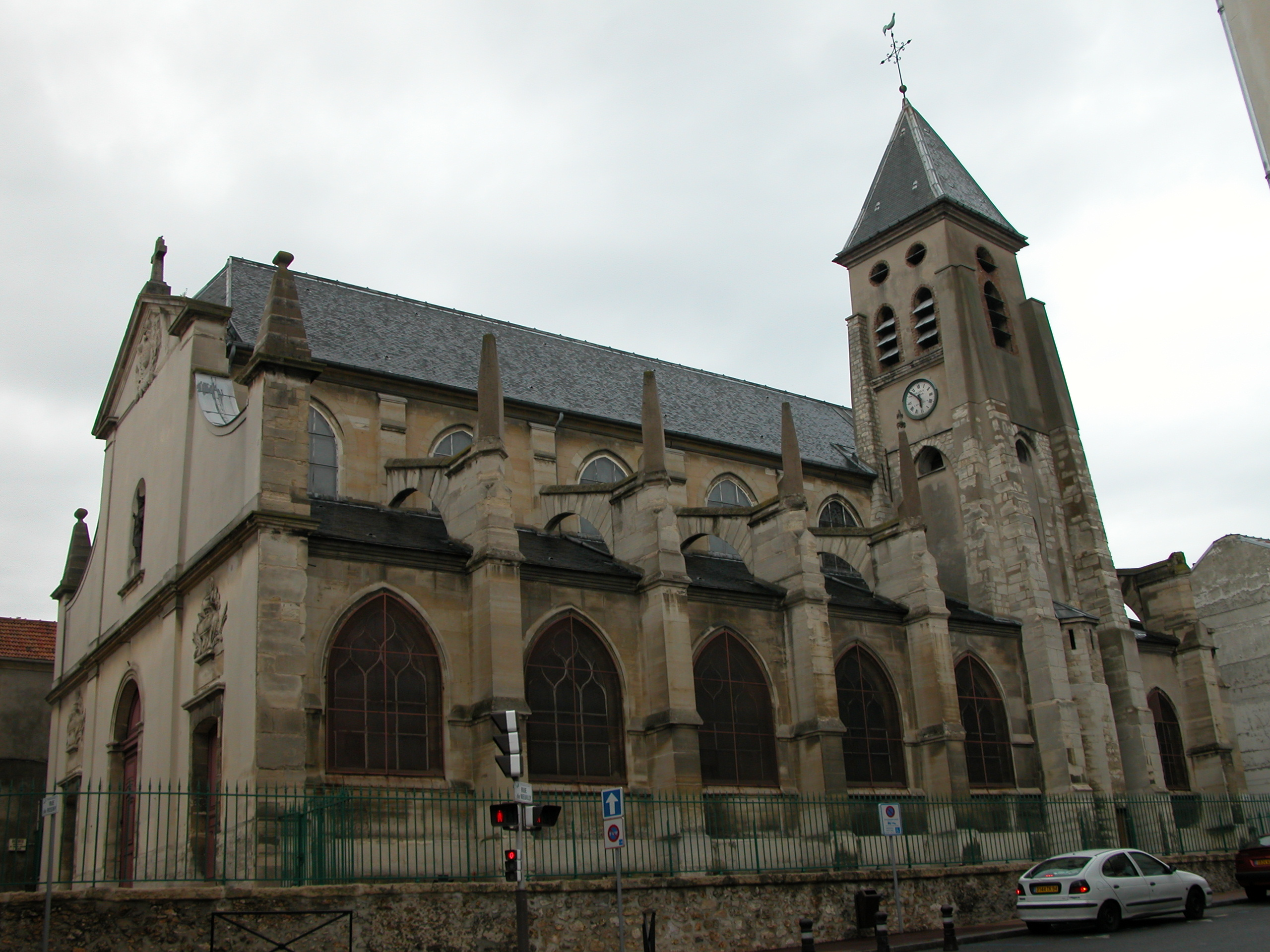

## Демографія
Динаміка населення (INSEE ):
Розподіл населення за віком та статтю (2006):
| Стать | Всього | До 15 років | 15-24 | 25-44 | 45-64 | 65-85 | Понад 85 |
| --- | ------ | ----------- | ----- | ----- | ----- | ----- | -------- |
| Чоловіки | 24 493 | 5363        | 3204  | 7428  | 5874  | 2379  | 245      |
| Жінки | 27 235 | 4878        | 3383  | 8021  | 6658  | 3567  | 728      |
| \| Статево-вікова піраміда \| Статево-вікова піраміда \| Статево-вікова піраміда \| \| ----------------------- \| ----------------------- \| ----------------------- \| \| Чоловіки \| Вік \| Жінки \| \| 245 \| 85 + \| 728 \| \| 411 \| 80-84 \| 722 \| \| 606 \| 75-79 \| 938 \| \| 673 \| 70-74 \| 1015 \| \| 689 \| 65-69 \| 892 \| \| 1042 \| 60-64 \| 1039 \| \| 1568 \| 55-59 \| 1744 \| \| 1560 \| 50-54 \| 1839 \| \| 1704 \| 45-49 \| 2036 \| \| 1870 \| 40-44 \| 1989 \| \| 2013 \| 35-39 \| 2050 \| \| 1899 \| 30-34 \| 2143 \| \| 1646 \| 25-29 \| 1839 \| \| 1647 \| 20-24 \| 1708 \| \| 1557 \| 15-20 \| 1675 \| \| 1624 \| 10-14 \| 1557 \| \| 1883 \| 5-9 \| 1610 \| \| 1856 \| 0-4 \| 1711 \| |        |             |       |       |       |       |          |
| Статево-вікова піраміда |        |             |       |       |       |       |          |
| Чоловіки | Вік    | Жінки       |       |       |       |       |          |
| 245 | 85 +   | 728         |       |       |       |       |          |
| 411 | 80-84  | 722         |       |       |       |       |          |
| 606 | 75-79  | 938         |       |       |       |       |          |
| 673 | 70-74  | 1015        |       |       |       |       |          |
| 689 | 65-69  | 892         |       |       |       |       |          |
| 1042 | 60-64  | 1039        |       |       |       |       |          |
| 1568 | 55-59  | 1744        |       |       |       |       |          |
| 1560 | 50-54  | 1839        |       |       |       |       |          |
| 1704 | 45-49  | 2036        |       |       |       |       |          |
| 1870 | 40-44  | 1989        |       |       |       |       |          |
| 2013 | 35-39  | 2050        |       |       |       |       |          |
| 1899 | 30-34  | 2143        |       |       |       |       |          |
| 1646 | 25-29  | 1839        |       |       |       |       |          |
| 1647 | 20-24  | 1708        |       |       |       |       |          |
| 1557 | 15-20  | 1675        |       |       |       |       |          |
| 1624 | 10-14  | 1557        |       |       |       |       |          |
| 1883 | 5-9    | 1610        |       |       |       |       |          |
| 1856 | 0-4    | 1711        |       |       |       |       |          |

## Економіка
2010 року серед 35 056 осіб працездатного віку (15—64 років) 27 157 були активними, 7899 — неактивними (показник активності 77,5%, у 1999 році було 75,3%). З 27 157 активних мешканців працювало 24 056 осіб (11 835 чоловіків та 12 221 жінка), безробітними було 3101 (1574 чоловіки та 1527 жінок). Серед 7899 неактивних 3699 осіб було учнями чи студентами, 2070 — пенсіонерами, 2130 були неактивними з інших причин.

У 2010 році у муніципалітеті числилось 21710 оподаткованих домогосподарств, у яких проживали 53529,5 особи, медіана доходів виносила 21 771 євро на одного особоспоживача.

## Галерея зображень

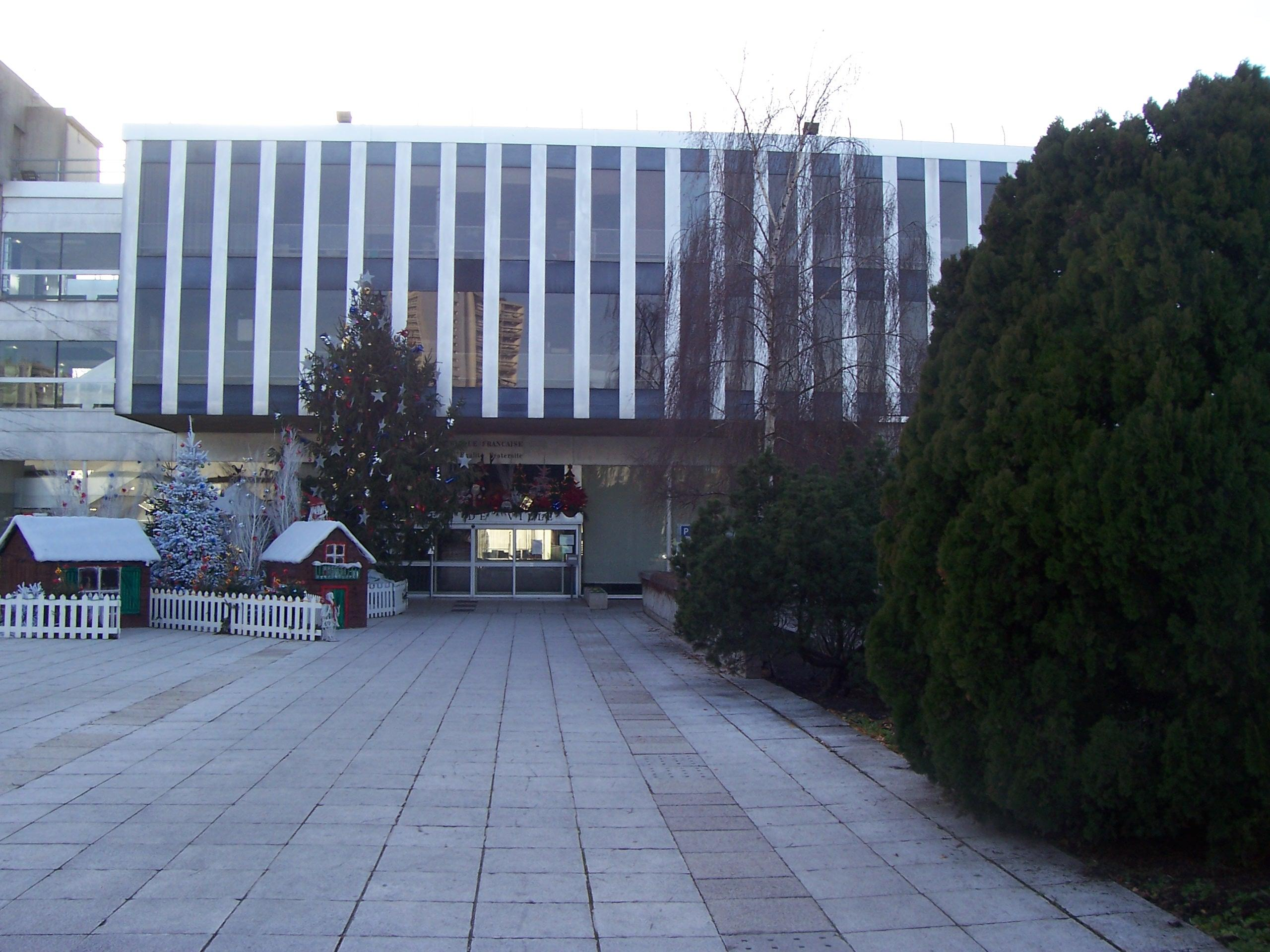
Мерія
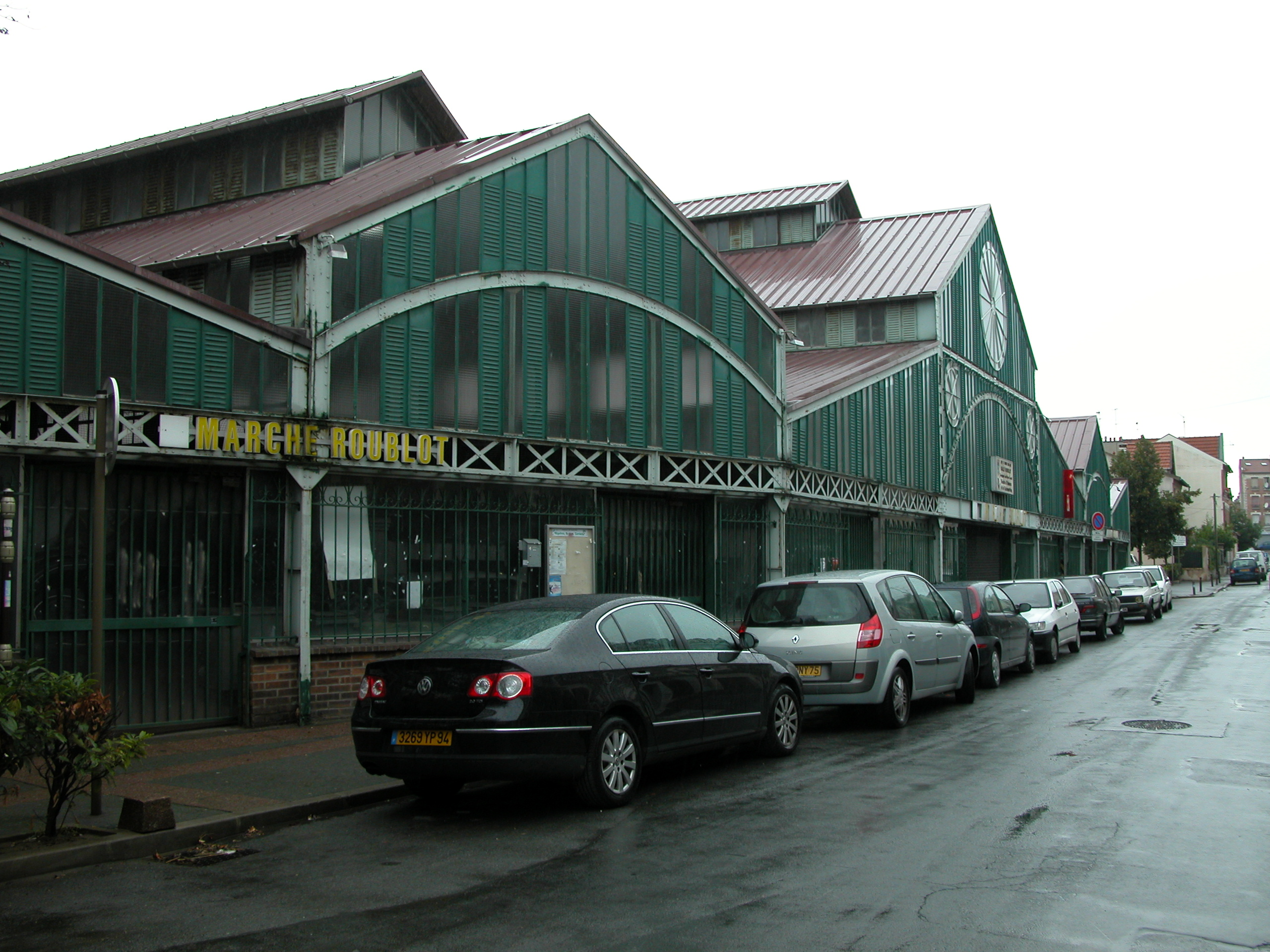
Базар Рубло (Roublot)
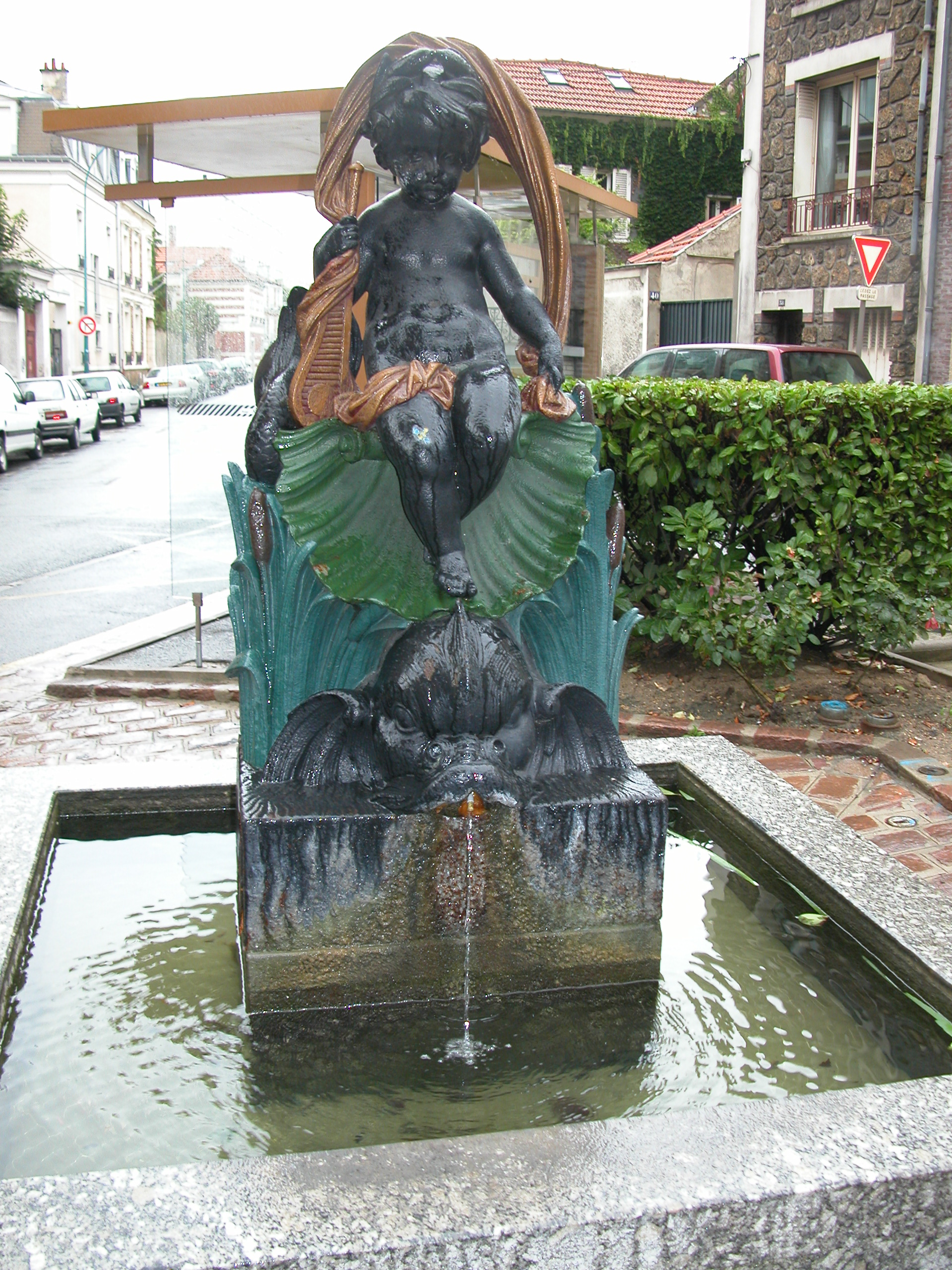
Фонтан Розетти
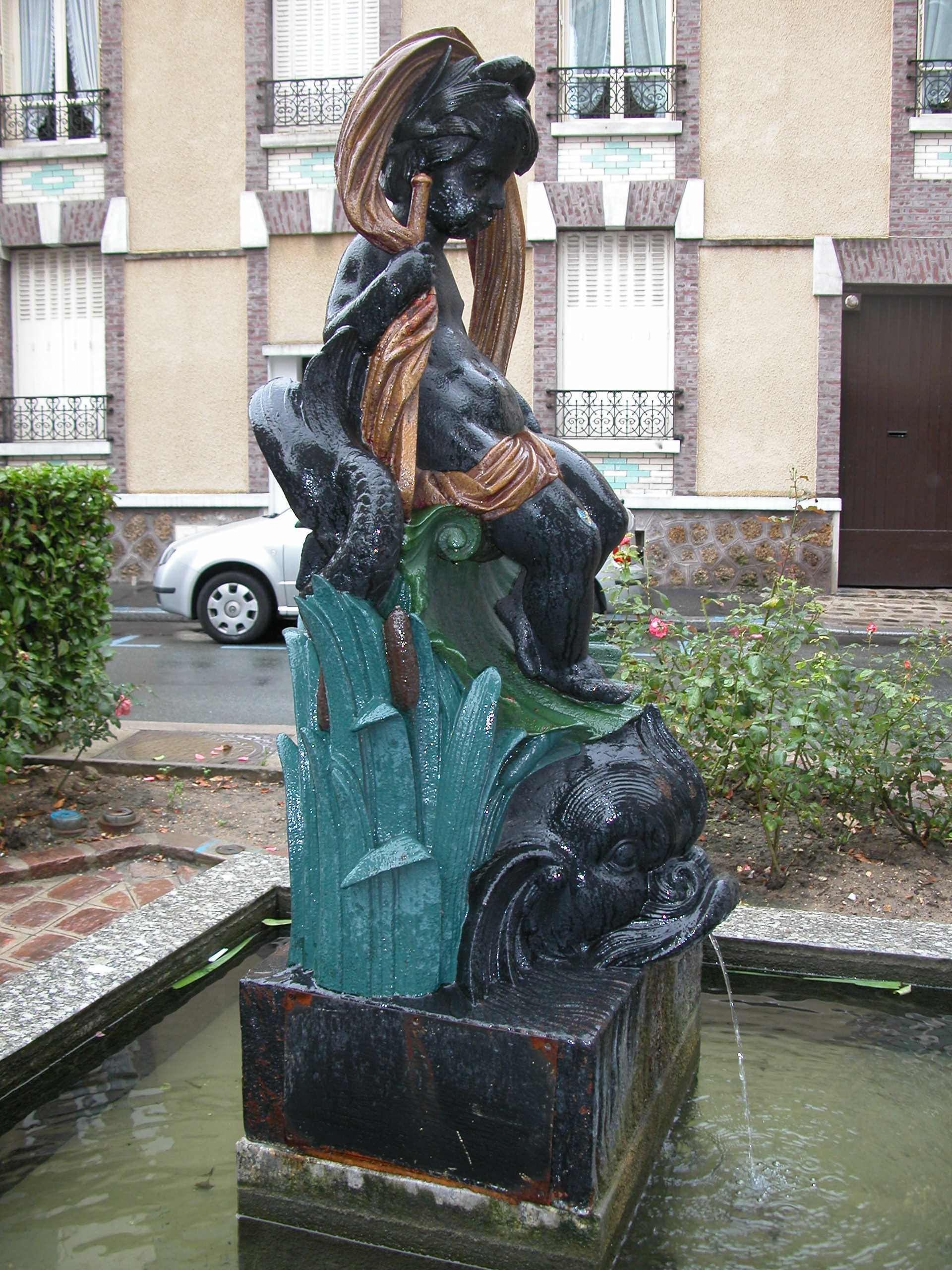
Фонтан Розетти
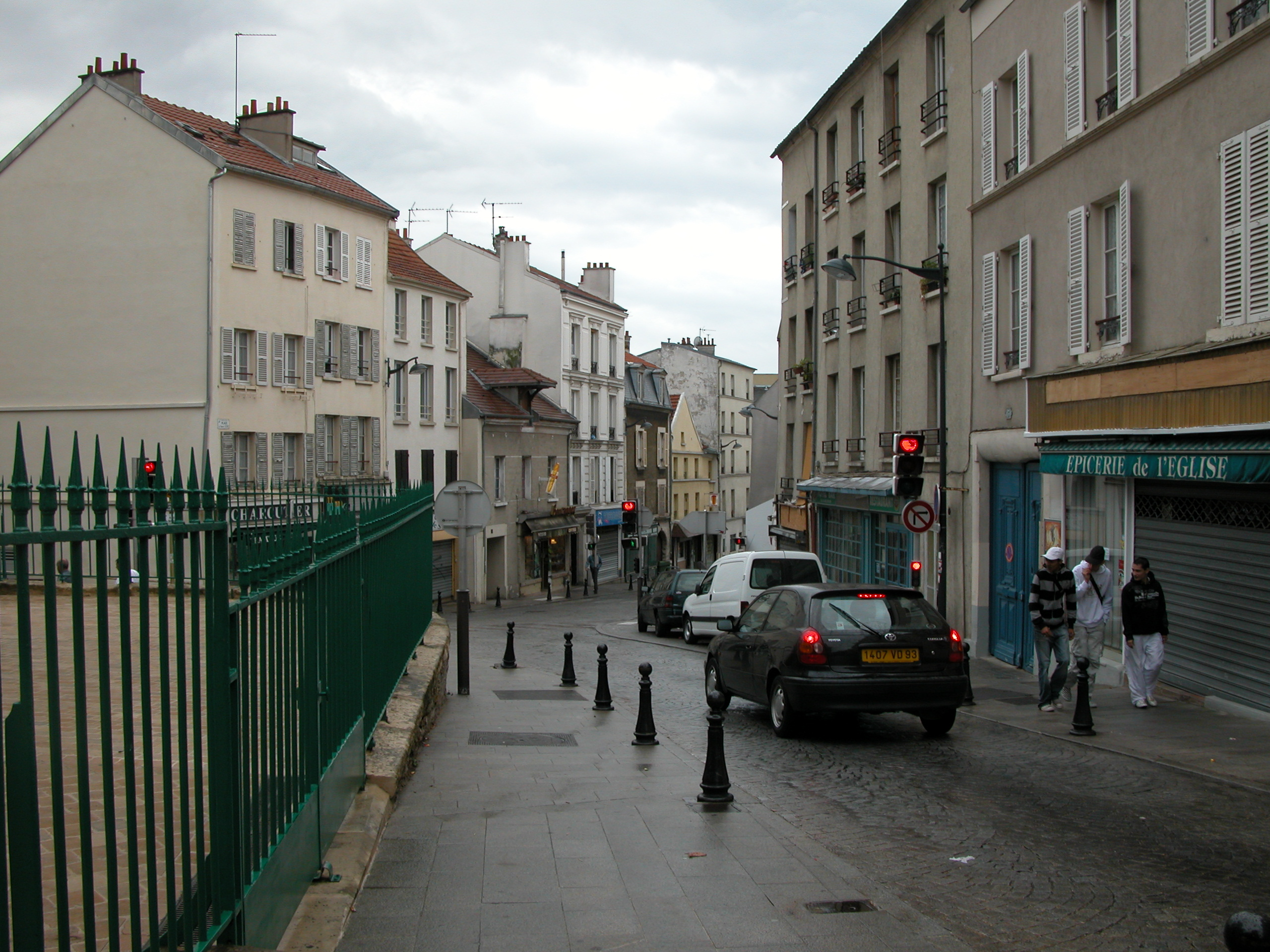
Вулиця в центрі міста
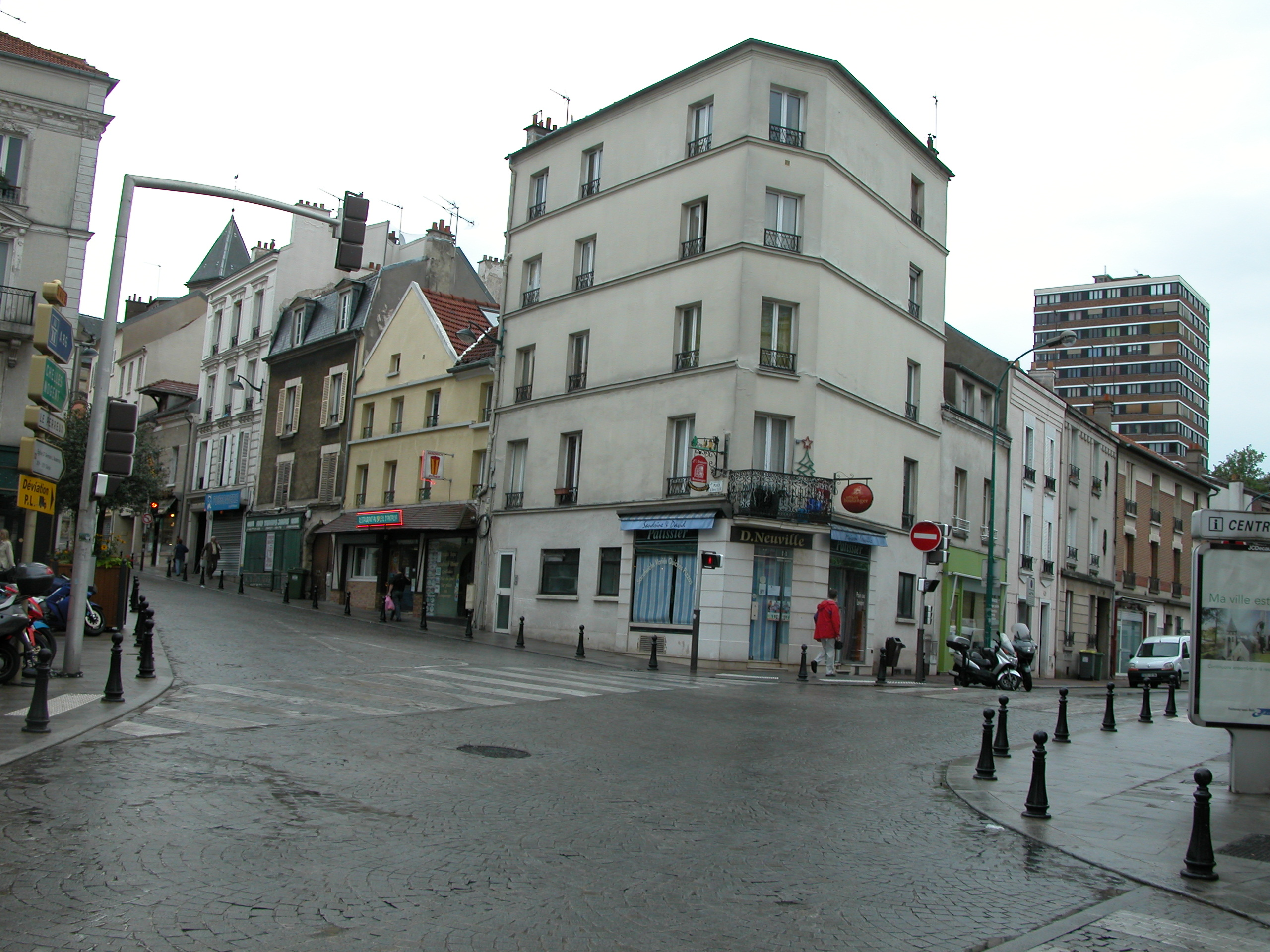
Площа Генерала Леклерка
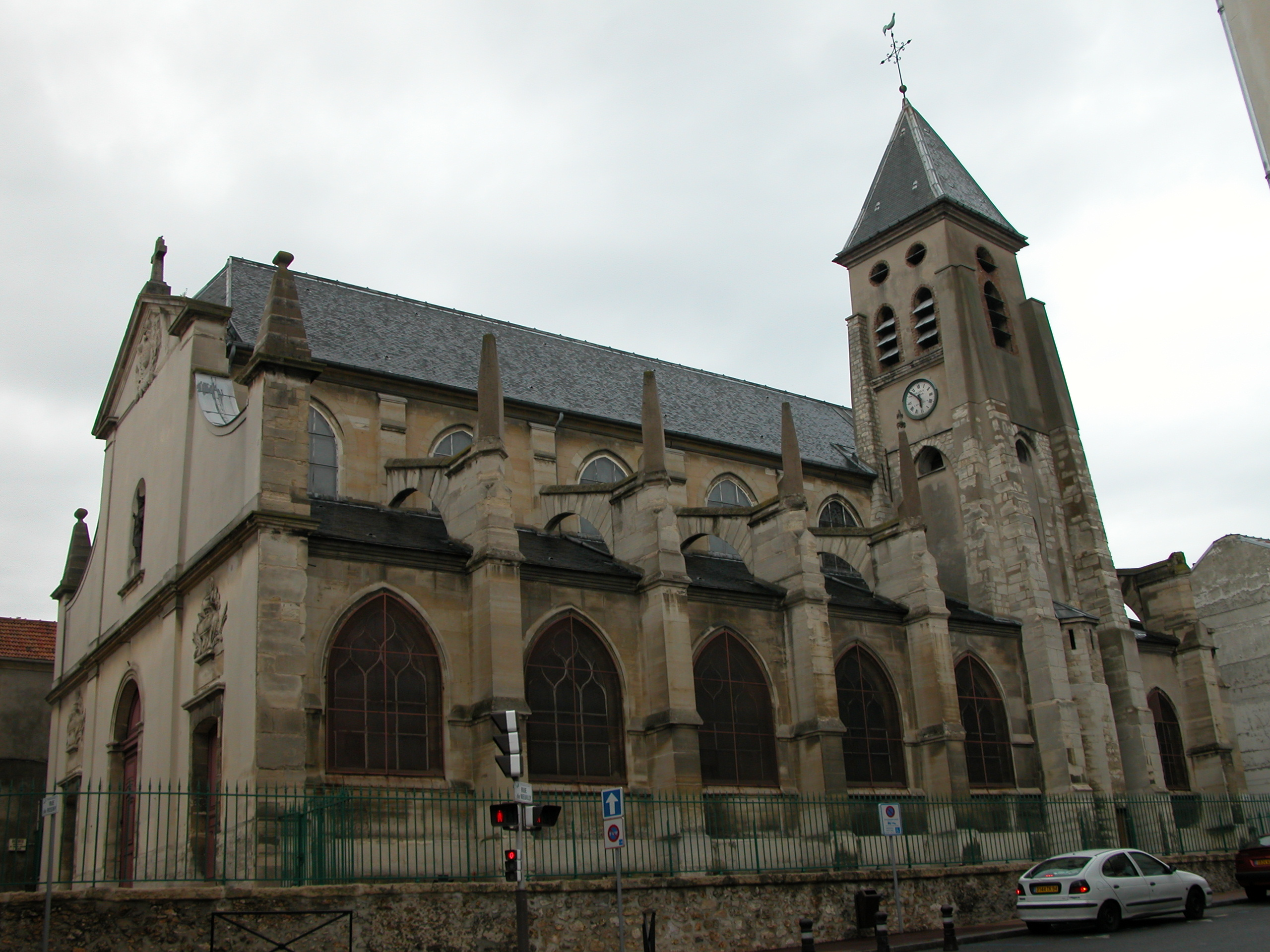
Церква Сен-Жермен Лакруа
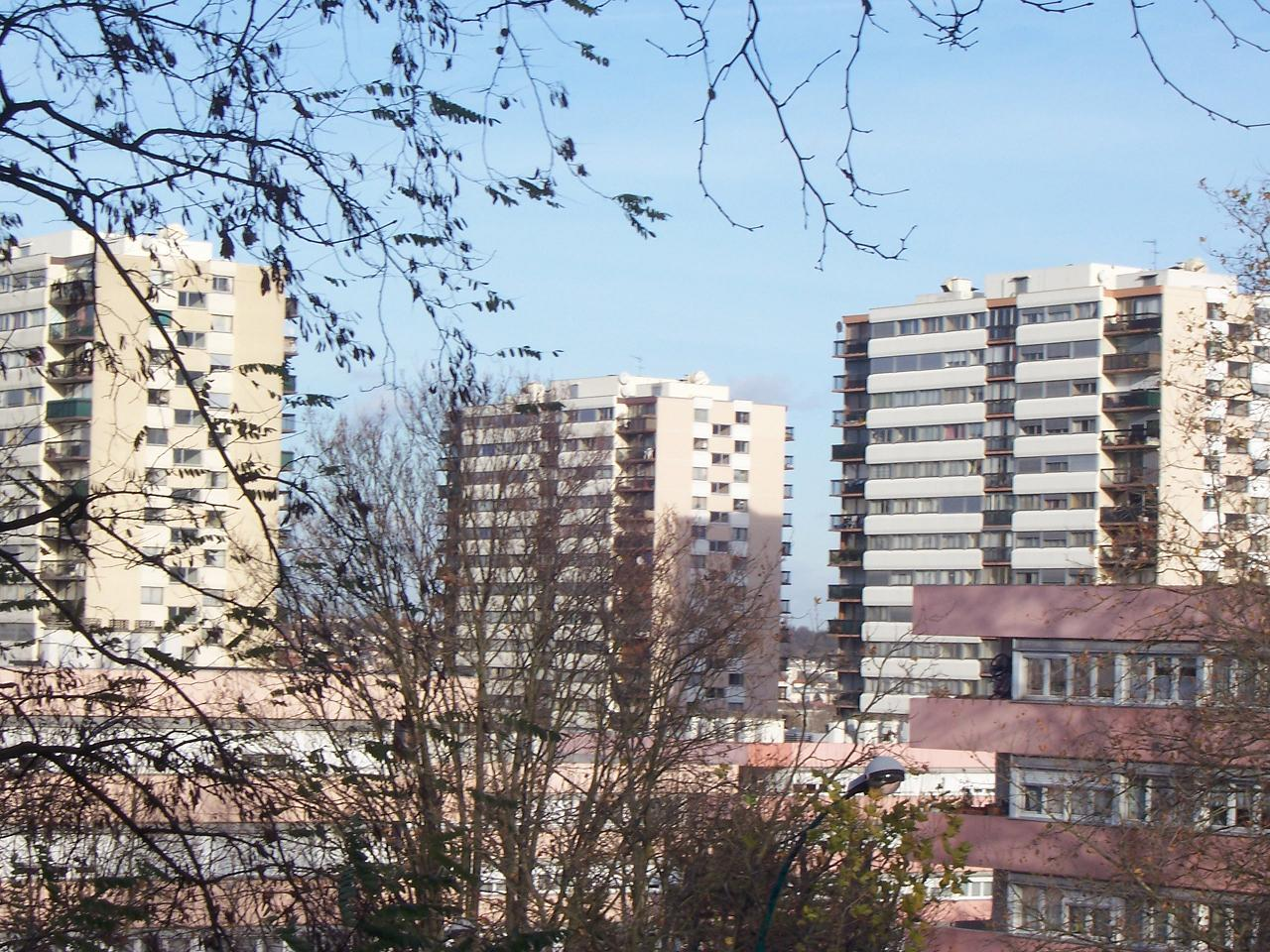
район Les Larris, гайок
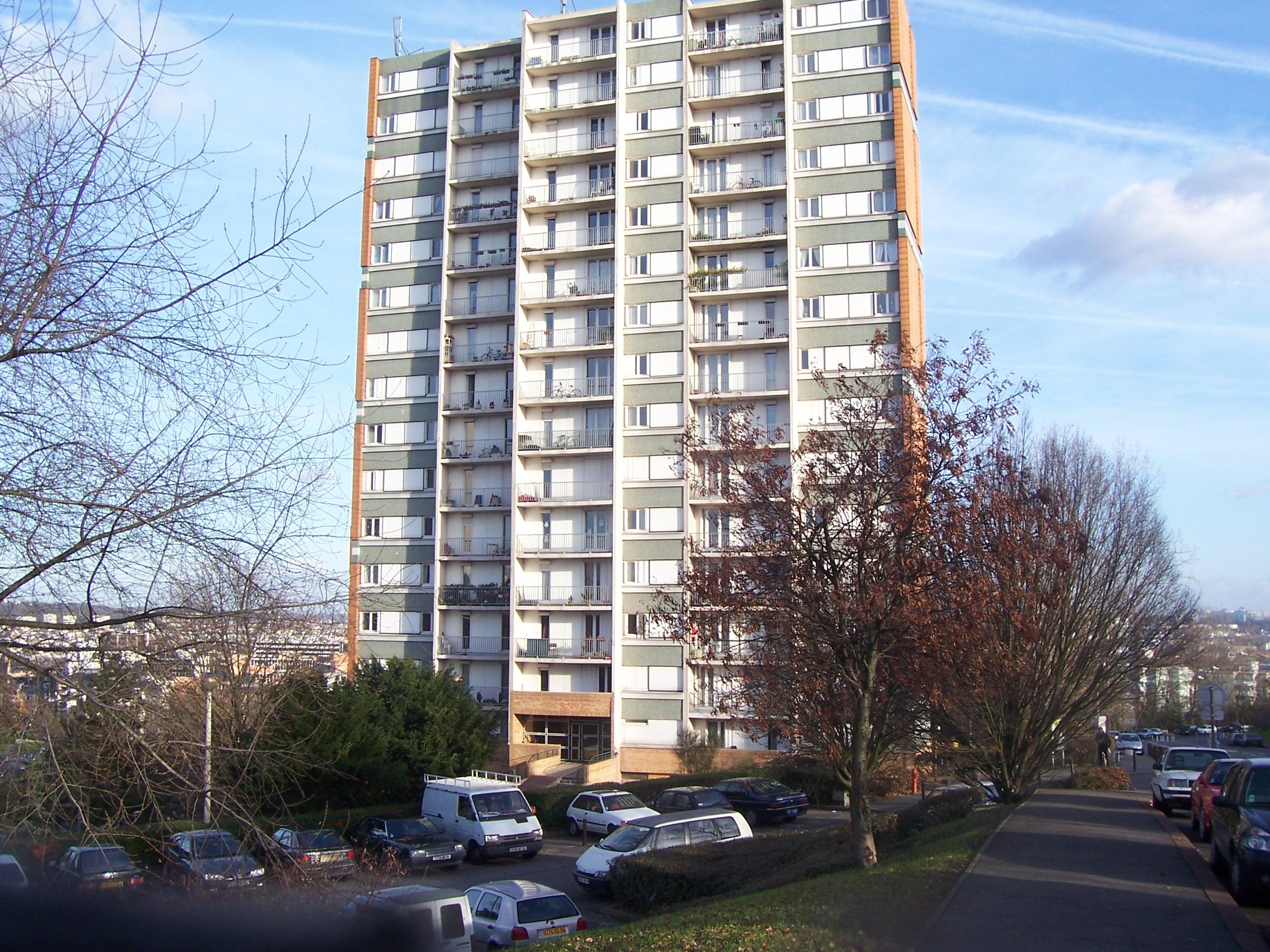
Вежа Монтеск'є
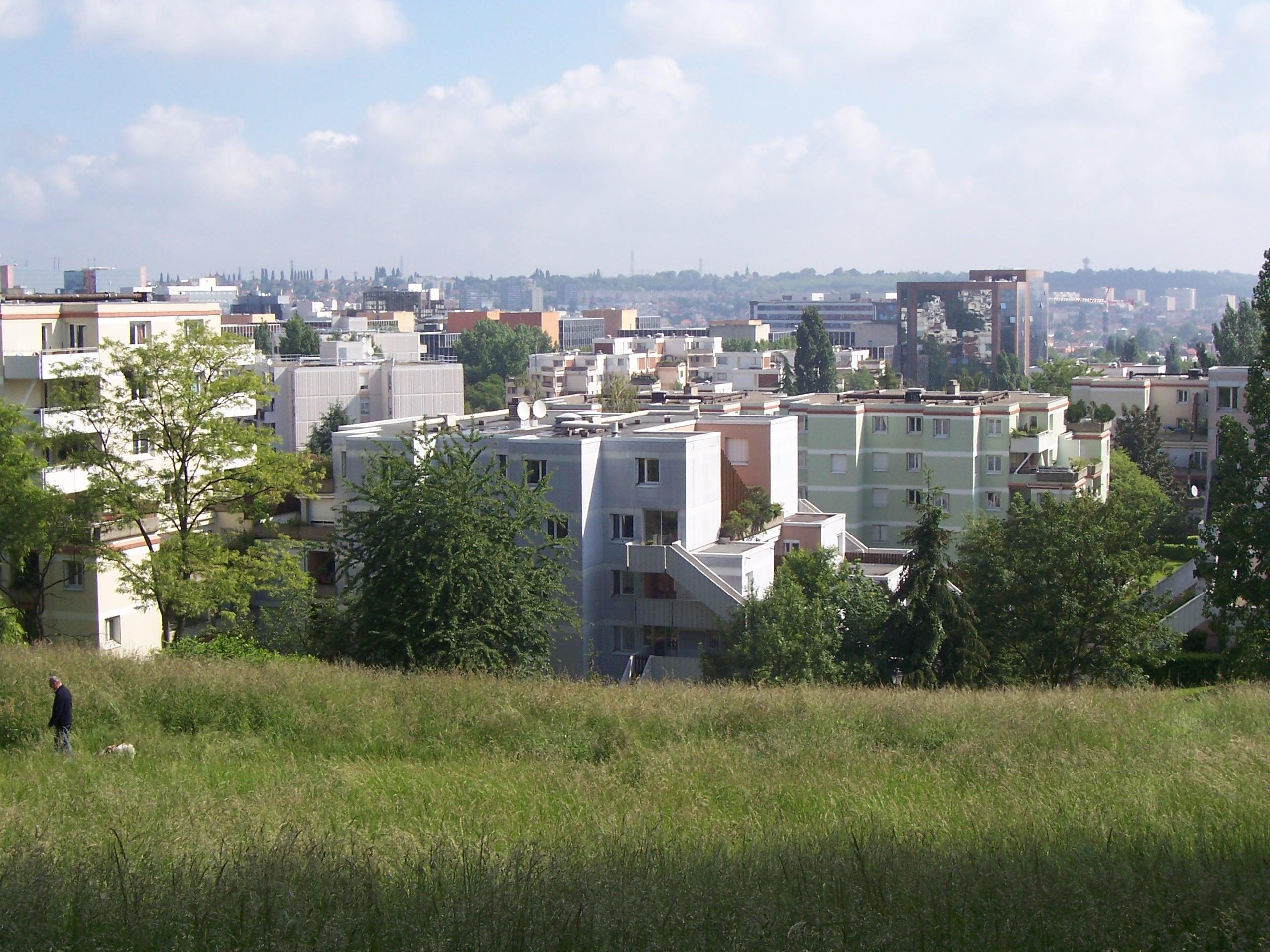
Дерево Кадет
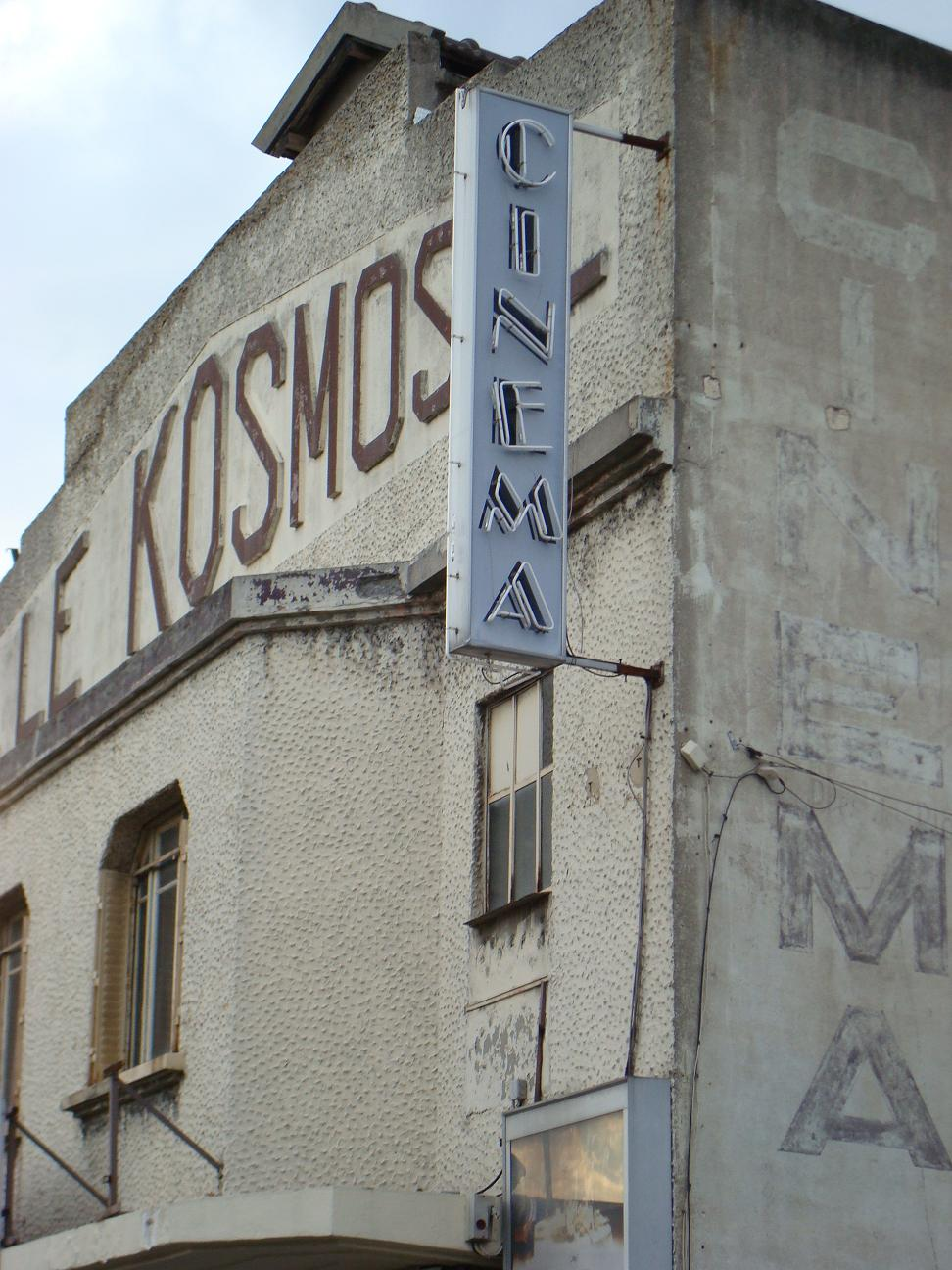
Кінотеатр Космос
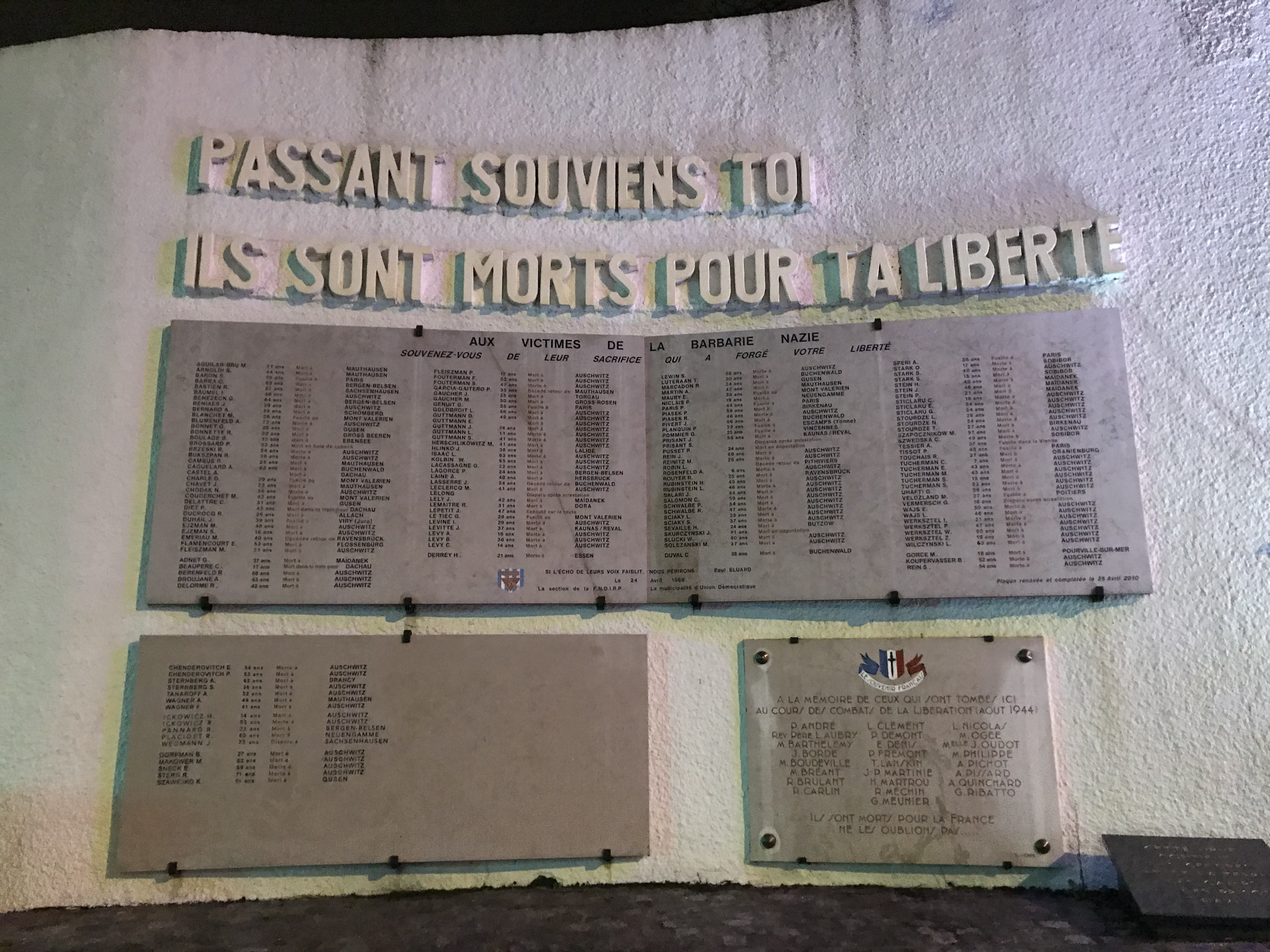
Меморіал у пам'ять про жертви Опору

## Міста-побратими
Фонтене-су-Буа має чотири міста-побратими за кордоном:
- Бровари, Україна (з 1986);
- Еттербек, Бельгія (з 1972);
- Маріня-Гранде, Португалія (з 1984);
- Сім муніципалітетів регіону Валь-Тідоне, Італія (з 1986).

Також Фонтене-су-Буа має два сестринські міста у Франції, яким воно надавало допомогу після двох світових війн та з якими відтоді підтримує дружні стосунки:
- Трюсі, департамент Ена (з 1919);
- Віттенайм, департамент Верхній Рейн (з 1945).

## У топоніміці

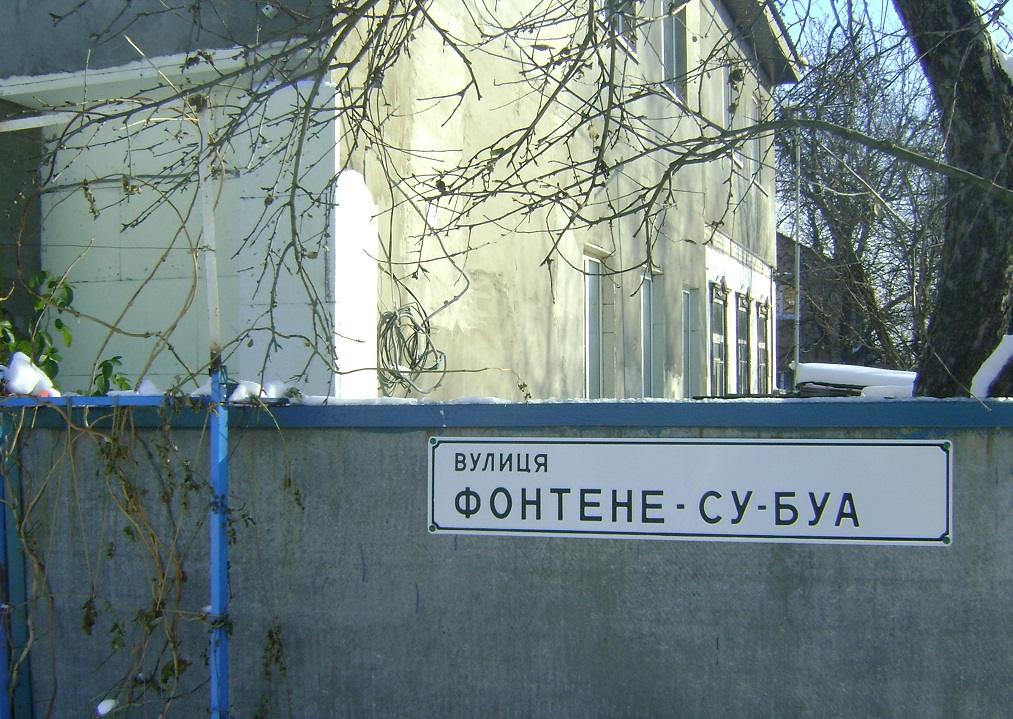
Адресна табличка на початку вулиці Фонтене-су-Буа, Бровари

У 2015 році на честь  Фонтене-су-Буа в українському місті-побратимі Бровари назвали вулицю.